# Amidon hydroxypropylique
L'amidon hydroxypropylique ou E1440 est un additif alimentaire, utilisé comme épaississant et gélifiant. Il s'agit d'un amidon modifié utilisé en industrie agroalimentaire.
L'amidon hydroxypropylique n'est pas absorbé de façon intacte par l'intestin, mais est considérablement hydrolysé par les enzymes intestinales, puis fermenté par le microbiote intestinal.

## Utilisation en agroalimentaire
L'amidon hydroxypropylique (E1440) augmente la stabilité de la formulation dans des conditions alcalines. Il permet d'offrir une meilleure couleur, brillance et texture au produit alimentaire dans lequel il est utilisé. Dans les systèmes fluides voire semi-solides, il confère une clarté supérieure au produit dans lequel il est incorporé.